# Souilhe
Souilhe település Franciaországban, Aude megyében. Lakosainak száma 342 fő (2022. január 1.). Souilhe Castelnaudary, Peyrens, Puginier, Souilhanels és Soupex községekkel határos.

## Népesség
A település népessége az elmúlt években az alábbi módon változott:
| Lakosok száma | 112  | 112  | 204  | 300  | 312  | 315  | 319  | 324  | 333  | 342  |
|               | 1968 | 1982 | 1990 | 2006 | 2013 | 2015 | 2017 | 2019 | 2020 | 2022 |